# Joyce Fitch
Joyce Fitch (* 3. April 1922; † 26. Juli 2012 in Auckland, Neuseeland) war eine australische Tennisspielerin. 

## Karriere
Im Jahr 1946 gewann sie mit ihrer Landsfrau Mary Bevis das Damendoppel bei den australischen Tennismeisterschaften (heute Australian Open). Sie besiegten Thelma Long und Nancye Wynne Bolton in zwei Sätzen mit 9:7, 6:4. Es war die erste Doppelkonkurrenz in Melbourne nach einer Pause von fünf Jahren (1941 bis 1945), die wegen des Zweiten Weltkriegs eingelegt wurde. 
Am 23. Mai 1951 heiratete sie John Rymer.